# Androctonus
Androctonus je rod štírů z čeledi Buthidae, zahrnuje 15 druhů. Vyskytují se v pouštních oblastech severní Afriky, Arabského poloostrova a Blízkého východu až k Pákistánu a Indii. V Evropě lze nalézt tyto štíry pouze v Řecku a Turecku.
Největším druhem rodu je Androctonus amoreuxi, který dorůstá až do 10–14 cm délky, naopak nejmenším je Androctonus mauretanicus, velký asi 8 cm. Jed těchto štírů je nebezpečný pro člověka. Nejnebezpečnějším druhem je štír tlustorepý (A. australis), následuje A. amoreuxi. Další nebezpečné druhy jsou: Androctonus bicolor, Androctonus crassicauda a Androctonus mauritanicus. Ostatní druhy jsou nebezpečné pouze pro malé děti a osoby citlivější na živočišné jedy. Většinou mají až 60 mláďat. Nejjedovatější štíři rodu nemají slabá klepítka typická pro jedovaté druhy.

## Druhy
- Androctonus afghanus Lourenço & Qi, 2006*
- Androctonus amoreuxi (Audouin,1826)
- Androctonus australis (Linné, 1758)
- Androctonus baluchicus (Pocock, 1900)*
- Androctonus bicolor Ehrenberg, 1828
- Androctonus crassicauda (Olivier, 1807)
- Androctonus dekeyseri Lourenço, 2005*
- Androctonus finitimus (Pocock, 1897)
- Androctonus gonneti Vachon, 1948*
- Androctonus hoggarensis (Pallary, 1929)
- Androctonus liouvillei (Pallary, 1924)*
- Androctonus maelfaiti Lourenço, 2005*
- Androctonus mauritanicus (Pocock, 1902)
- Androctonus sergenti Vachon, 1948